# Joaquín Vidal (coronel)
Joaquín Vidal fue un militar español ejecutado en Valencia en 1819.

## Biografía
Participó en la guerra de la Independencia española en el bando sublevado. Acabada la contienda y repuesto Fernando VII como rey, Joaquín Vidal formó parte del bando liberal.
Tras varios motines fracasados por restaurar la constitución de 1812, Joaquín Vidal, coronel de un regimiento ubicado en Valencia, encabezó un complot que tenía como fin colocar a Carlos María Isidro de Borbón como rey de España e instaurar una monarquía parlamentaria. El complot fue descubierto por la delación de uno de los supuestos conspiradores y sus inspiradores fueron detenidos. También se esgrime la oposición al general Francisco Javier de Elío. La mayoría de los conspiradores fueron encarcelados y ejecutados el 20 de enero de 1819. Joaquín Vidal, que había sido herido durante su detención, fue ahorcado.